# Agrius aksuensis
Agrius aksuensis är en fjärilsart som beskrevs av Bang-haas 1927. Agrius aksuensis ingår i släktet Agrius och familjen svärmare. Inga underarter finns listade i Catalogue of Life.